# Diogmites obscurus
Diogmites obscurus là một loài ruồi trong họ Asilidae. Diogmites obscurus được Carrera miêu tả năm 1949. Loài này phân bố ở vùng Tân nhiệt đới.